# 앨리게이터속
앨리게이터는 앨리게이터속(Alligator)에 속한 두 종의 악어에 대한 총칭이다. 앨리게이터라는 이름은 도마뱀을 뜻하는 스페인어 "el lagarto"를 영어로 옮긴 말로, 플로리다에 정착한 초기 스페인 이주민들이 이 악어를 부른 이름에서 유래했다. 앨리게이터속에는 현재 미시시피악어(Alligator mississippiensis)와 중국악어(Alligator sinensis)의 두 종이 남아있다.

## 같이 보기
- 카이만아과
- 가비알